# جام حذفی فوتبال اسکاتلند
 جام حذفی فوتبال اسکاتلند  (به انگلیسی: Scottish Football Association Challenge Cup) مسابقاتی است که به صورت حذفی در کشور اسکاتلند از سال ۱۸۷۴ تاکنون برگزار میشود.
باشگاه فوتبال سلتیک با ۴۱ قهرمانی پرافتخارترین تیم این سری مسابقات به حساب می‌آید.

## پرافتخارترین باشگاه‌ها
| باشگاه            | قهرمانی |
| ----------------- | ------- |
| سلتیک             | ۴۱      |
| رنجرز             | ۳۴      |
| کویینز پارک       | ۱۰      |
| هارت آف میدلوتیان | ۸       |
| آبردین            | ۷       |